# Bruno Panonzini
Bruno Panonzini (Montorio Veronese, 10 agosto 1908 – Verona, 20 luglio 1987) è stato un calciatore italiano, di ruolo centrocampista.

## Carriera
Cresciuto nei Giovani Calciatori Veronesi, nel 1926 passa al Verona con cui debutta nel campionato di Divisione Nazionale 1926-1927 e disputa tre campionati di massima serie per un totale di 38 presenze.
Successivamente, sempre con il Verona, gioca per cinque anni in Serie B totalizzando altre 59 presenze tra i cadetti.